# Felberturm
Der Felberturm, auch  Burgruine Felben oder Velben-Kasten genannt, liegt im Ortsteil Felben der Gemeinde Mittersill im Bezirk Zell am See im Pinzgaus im Bundesland Salzburg (Museumstraße 2). Der Turm gehörte zu einer der typischen, kleinen Burganlagen im Pinzgau, von denen außer diesem nur mehr der Weyerturm in Bramberg am Wildkogel erhalten ist. Die Burganlage selbst stand in der Ebene am Eingang zum Felbertal. Das Gebäude steht unter Denkmalschutz (Listeneintrag).

## Geschichte
Der Turm wurde vermutlich in der ersten Hälfte des 12. Jahrhunderts errichtet. Hier war die Familie der Herren von Velben angesiedelt. Heitfoch der Velber ist zwischen 1147 und 1194 urkundlich nachgewiesen. Er war ein edelfreier Vasall der Grafen von Lechsgemünd-Mittersill. Ulrich der Velber ist zwischen 1216 und 1232 nachweisbar, er ist allerdings schon Ministeriale der Salzburger Erzbischöfe, die damals (1228) die Grafschaft Oberpinzgau erwarben. Weitere Familienmitglieder sind Gebhard I., Gebhart II. und die Brüder Heinrich und Ekko von Velben. Letzterer gab den halben Teil dieses Besitzes an Erzbischof Friedrich III. Im Jahr darauf erhielt Heinrich seine verpfändete Hälfte an der Burg in Kaprun zurück, musste zugleich auf den Felbenturm verzichten. Die Herren von Felben waren auch Pfleger auf der Burg Mittersill.
Der Erzbischof verlieh den Turm bis 1351 an die Herren von Kuchl und dann wieder an Heinrich von Velben († 1369). Dessen Witwe Dorothea, geborene von Waldeck, überlebte noch zwei weitere Ehemänner (Chalhosberger, Lebenberger). Nach ihrem Tod († 1425) brach ein langwieriger Erbstreit aus, den der Erzbischof Pilgrim II. von Puchheim für sich entscheiden konnte und das heimgefallene Lehen einzog. Da in Mittersill die wesentlich wehrhaftere Burg zur Verfügung stand, verlor der Felberturm seine Bedeutung als Wehranlage.
Der Turm wurde in der Folge als Leibgeding an verdiente Hofbeamte ausgegeben, so an Georg Fröschl (1454), Salzsieder in Reichenhall, oder an den Hofmarschall Christoph Trauner (1469).
Erzbischof Bernhard von Rohr ließ den Turm zu einem Getreidespeicher (daher auch die Bezeichnung Felberkasten) umbauen. Trotzdem wurde er gegen die Auflage, das Dach instand zu halten, weiterhin bewohnt. Zu nennen sind der Silberkämmerer Sebastian Silberbeck (1508), Georg Kopeindl (1539), der Kammerdiener Matheus Janschitz (1598) und der Hofumgelter Kellmüller (1640). Erzbischof Paris Lodron gab den Turm seinem Vizekanzler Volpert Motzl und wandelte den Besitz in ein Ritterlehen um. Bis 1812 blieb der Turm im Besitz der Familie Motzl, dann ließ die Bayerische Regierung (Salzburg war damals von den Bayern besetzt) ihn versteigern. 1813 und 1814 wurden im Turm Passionsspiele aufgeführt.
Der Mittersiller Braumeister Josef Dieck kaufte den Turm. Von ihm erbten die Kinder des Alois Löhr (Maria, Joseph, Johann und Mathias) 1835 den Besitz. 1837 kauften die Gastleute Anton und Maria Meilinger den Turm. Auf diese folgten Anton (1844), Peter (1863) und Josef Meilinger (1868). Dessen Gattin Elise Meilinger verstarb 1898. Im Besitz folgten Georg und Anna Hotter, Jakob Steger (1908), Margaret Rahn (1929), verheiratete Nindl, Lorenz Nindl (1934). 1936 wurde der Turm von der Marktgemeinde Mittersill erworben, die auch heute noch Eigentümerin ist. Auf dem Areal des Turmes befindet sich das Häuslegut (Fröstllehen), das der Meierhof der Burg Kaprun war.
Von etwa 1850 an bis 1964 war der Felberturm eine dachlose Ruine. Der alte Eingang in den Turm war nicht zu ebener Erde, sondern nur über eine einziehbare Leiter zu erreichen. Früher konnte man aufgrund der Tramstümpfe drei Stockwerke, je vier Meter hoch, unterscheiden. Die Geschoße wurden durch Balkendecken getrennt. Der Putz zeigt eine andere Geschoßeinteilung, die vermutlich beim Umbau in der zweiten Hälfte des 15. Jahrhunderts verändert wurde. Die Fenster im Erdgeschoß und im ersten Obergeschoß sind als Schießscharten ausgebildet. In der nordöstlichen Ecke des Erdgeschoßes befindet sich ein gotisches (Spitzbogen?) Eingangstor. Im ersten und zweiten Stock der östlichen Mauer waren in der Mitte zwei Türöffnungen. Gegen Norden sind Fensternischen mit Doppelbänken, die einen Ausblick auf die Kirche von Mittersill erlauben. Die Wohnräume, die an dem größeren Fensterformat erkennbar sind, lagen im dritten und vierten Geschoß. Es fanden sich keine gemauerten Kamine, eventuell waren die damals verwendeten Kamine wie in alten Rauchhäusern aus Holz. 1606 war der Turm von einer Ringmauer umfangen.

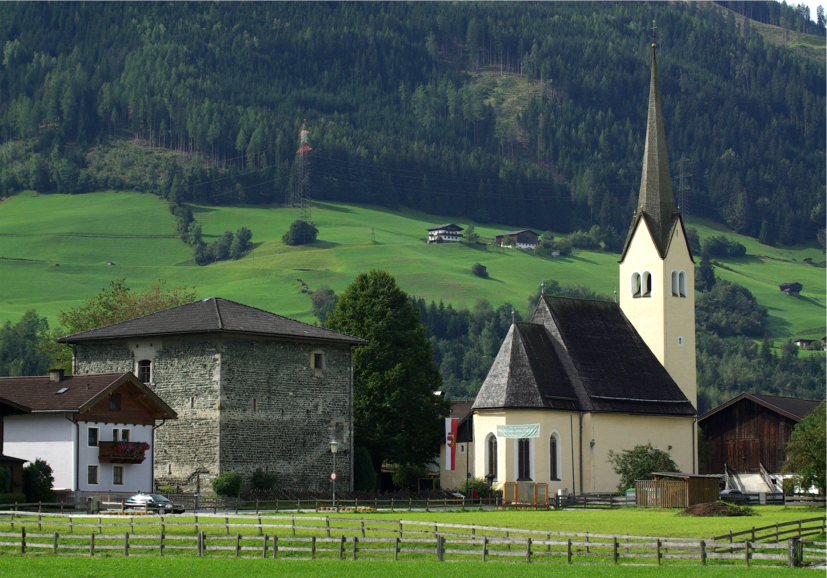
Kirche im Ortsteil Felben und Felberturm

## Felberturm heute

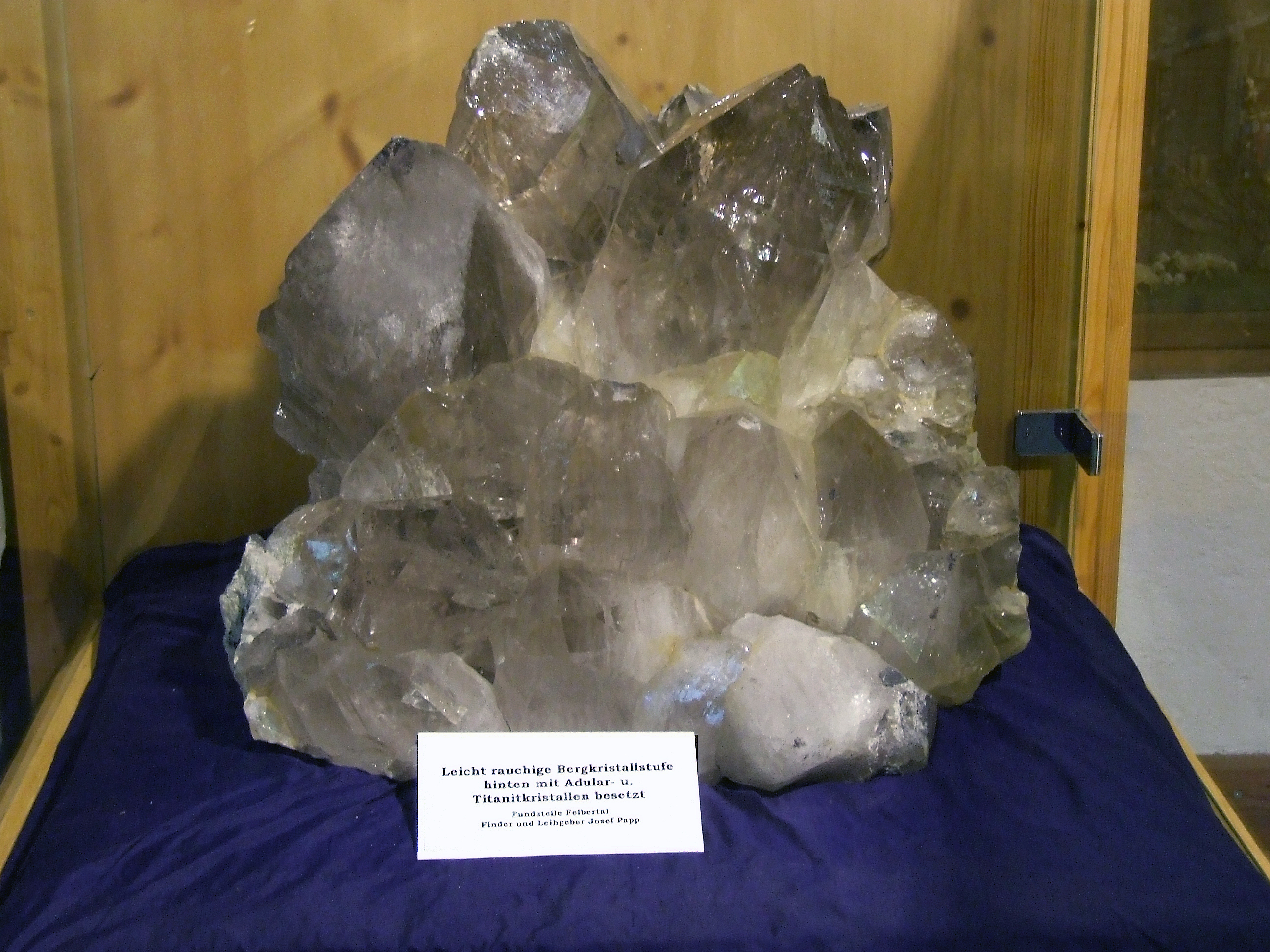
Bergkristall, ein Exponat im Felberturm-Museum

Der quadratische Turm mit einem Grundriss von 16 mal 16 Metern besitzt ein Fischgrätenmauerwerk, das aus Bachsteinen, Schiefer- und Gneisbrocken ausgeführt und mit einer Art Zement verbunden ist. Die Ecken sind aus gut behauenen Ortsteinen gefertigt. An der Nordseite ist noch der ehemalige Aufgang erkennbar. Türen und Fenster wurden bei dem Umbau zum Heimatmuseum geändert, auch das Mauerwerk ist aufgemauert worden, um ein Auflager für das Dach zu haben.
Felberturm-Museum (Heimatmuseum)
Seit dem 6. Juli 1969 ist im Turm das Heimatmuseum untergebracht. Das nunmehrige Felberturm Museum wurde 2020 nach modernen museumspädagogischen Gesichtspunkten generalsaniert und im Juli 2021 wieder eröffnet. 
Im Erdgeschoß des Gebäudes befindet sich die Ausstellung zum Thema „Saumhandel“ in den Tauern. Gezeigt wird unter anderem die Basisausrüstung der Säumer. Im ersten Obergeschoß wird die Entwicklung Mittersills vom Bannmarkt bis zur Stadterhebung erklärt. Besonderer Bedeutung kommt dabei auch der Gerichtsbarkeit und dem Verhältnis der Menschen zu den Obrigkeiten zu. Historisch aufgearbeitet und filmisch dargestellt wird der einmalige Hexenprozess von Mittersill. Eingegangen wird auch auf die Besonderheiten Mittersills als frühes Zentrum des Eisen- und Lederhandwerks. Bekannt ist der Ort bis heute auch für die Lebzelterei. Im zweiten Geschoß befindet sich ein Mehrzweckraum für verschiedenste Veranstaltungen, der auch gemietet werden kann. Im angrenzenden Bauernhaus wird das Alltagsleben der Bauern, die oftmals auch Säumer waren, dargestellt. Das ehemalige Schulgebäude aus dem Jahr 1609 dient als Vermittlungsraum und Spielwerkstätte.